# Opisthoncus abnormis
Opisthoncus abnormis là một loài nhện trong họ Salticidae.
Loài này thuộc chi Opisthoncus. Opisthoncus abnormis được Ludwig Carl Christian Koch miêu tả năm 1881.